# 里士滿高地 (佛羅里達州)
里士滿高地（英語：Richmond Heights）是位於美國佛羅里達州邁阿密-戴德縣的一個人口普查指定地區。

## 地理
里士滿高地的座標為25°38′00″N 80°22′21″W / 25.63333°N 80.37250°W，而該地最高點為海拔高度3米（即10英尺）。

## 人口
根據2010年美國人口普查的數據，里士滿高地的面積為4.30平方千米，當中陸地面積為4.30平方千米，而水域面積為0.00平方千米。當地共有人口8541人，而人口密度為每平方千米1,986人。